# Агабальянц Едуард Гаспарович
Едуа́рд Гаспа́рович Агабалья́нц (1932—1996) — хімік-аналітик, доктор хімічних наук (1973), лауреат Державної премії УРСР у галузі науки і техніки (1969).

## Життєпис
Народився 1932 року в місті Ростов-на-Дону. 1957-го закінчив Кишинівський університет. В 1957—1958 роках працював хіміком-аналітиком у Центральній науково-дослідній лабораторії «Цукробурякотресту» в Краснодарі; протягом 1958-1962-х — молодший науковий співробітник у Краснодарському філіалі Всесоюзного НДІ нафти. В 1962—1967 роках — аспірант, молодший науковий співробітник, старший науковий співробітник Інституту загальної та неорганічної хімії АН УРСР.
В 1967-1977-х — старщий науковий співробітник Інституту колоїдної хімії та хімії води АН УРСР. З 1977 по 1991 рік — старший науковий співробітник, керівник структурної лабораторії Інституту загальної та неорганічної хімії АН УРСР. Від 1991 по 1996 рік — старший науковий співробітник Інституту сорбції і проблем ендоекології НАНУ.
Дослідження полягали у галузі фізико-хімічної механіки термосолестійких промивальних рідин.
Опрацював новий науковий напрям — одержання дисперсних матеріалів і спеціальних покриттів, вплив на властивості і регулювання агрегативності і структурної стійкості водних та неводних систем даних матеріалів в екстремальних умовах.
Розробив наукові основи одержання нових сорбційних матеріалів на основі природних глинистих мінералів (палигорськіт, вермикуліт та інші) для освітлення й стабілізації водних розчинів різного типу.
Серед робіт:
- «Методи фізико-хімічного контролю бурових глинистих суспензій», 1965
- «Палигорскіт в бурінні», 1966 (співавтор)
- «Термосолестійкі промивні рідини на основі палигорскіту», 1970 (співавтор)
- «Методи фізико-хімічного аналізу промивних рідин», 1972 (співавтор)
- «Промивні рідини для ускладнених умов буріння», 1982
- «Друге народження мінералів», 1983.

Лауреат Державної премії УРСР 1969 року — за роботу «Розробка проблеми фізико-хімічної механіки термосолестійких дисперсій глинистих мінералів»; співавтори Ничипоренко Сергій Петрович, Круглицький Микола Миколайович, Овчаренко Федір Данилович.
Помер 1996 року в Києві.